# Peter Green (historien)
Pour les articles homonymes, voir Peter Green et Green.
Peter Morris Green, né le 22 décembre 1924 et mort le 16 septembre 2024 à Iowa City, est un historien britannique connu pour ses travaux sur Alexandre le Grand et l'époque hellénistique. 

## Biographie
Pendant la Seconde Guerre mondiale, il sert avec la Royal Air Force en Birmanie. Après la guerre, il fait ses études supérieures au Trinity College de l'université de Cambridge. Il écrit ensuite des romans historiques et travaille comme journaliste.
En 1963, il s'installe avec sa famille à l'île grecque de Lesbos, où il est traducteur, puis à Athènes, où il est recruté en 1966 pour être professeur d'études classiques jusqu'en 1971.
Il poursuit sa carrière aux États-Unis, travaillant ensuite à l'université d'Austin (Texas), où il devient professeur émérite d'études classiques (Dougherty Centennial Professor Emeritus of Classics) en 1982, et à celle de Tulane (La Nouvelle-Orléans), où il occupe la chaire de sciences humaines (Mellon Chair of Humanities) en 1986.
Il est ensuite professeur adjoint à l'université de l'Iowa et a un poste de professeur invité à l'université de l'Est de la Caroline à Greenville (Caroline du Nord).

## Ouvrages
Ses ouvrages les plus célèbres sont une biographie historique d'Alexandre le Grand (première édition en 1974, Alexander of Macedon, 356-323 B.C.; A Historical Biography) ainsi qu'un ouvrage sur l'époque hellénistique (première édition en 1990, Alexander to Actium: The Historical Evolution of the Hellenistic Age, traduit en français sous le nom D'Alexandre à Actium, du partage de l'empire au triomphe de Rome, 1997) qui va de la mort d'Alexandre (323 av. J.-C.) à la fin de l'Égypte ptolémaïque marquée par le suicide de Cléopâtre VII (30 av. J.-C.) au lendemain de la bataille d'Actium.
Un autre de ses livres sur les guerres médiques est traduit en français (The Year of Salamis, 1970, mis à jour sous le nom de The Greco-Persian Wars, 1996, traduit en français sous le nom de Les Guerres médiques : 499-449 av. J.-C., 2008 et 2012 pour les éditions françaises). Il est aussi l'auteur de plusieurs traductions d'auteurs antiques en anglais (par exemple Juvénal, Catulle, Ovide).
- The Expanding Eye - A First Journey To The Mediterranean (1952). Illustré avec des photos.
- Habeas Corpus And Other Stories (1954). Huit courtes histoires.
- Achilles His Armour (1955). Roman historique sur Alcibiade et la guerre du Péloponnèse.
- Cat in Gloves (sous le pseudonyme Denis Delaney) (1956).
- The Sword of Pleasure (1957). Mémoires fictives de Sylla.
- Kenneth Grahame: A Biography: The Dramatic and Human Story of the Fascinating and Complex Man Who Wrote The Wind in the Willows (1959)
- Essays in Antiquity (1960)
- The Laughter of Aphrodite: A Novel About Sappho of Lesbos (1965)
- The Year of Salamis, 480-479 BC (1970) (UK) = Xerxes at Salamis (1970) (USA)
- Alexander the Great (1970)
- Armada from Athens (1970)
- The Shadow of the Parthenon: Studies in Ancient History and Literature (1972)
- The Parthenon (1973)
- A Concise History of Ancient Greece to the Close of the Classical Era (1973)
- Alexander of Macedon, 356-323 B.C.; A Historical Biography (1974, réédité aux US, 1991, comme indiqué ci-dessous)
- Ancient Greece: An Illustrated History (1979)
- Ovid: The Erotic Poems (1982)
- Classical Bearings: Interpreting Ancient History and Culture (1989)
- Alexander to Actium: The Historical Evolution of the Hellenistic Age (1990)
- Alexander of Macedon, 356-323 B.C.: A Historical Biography  (1991)
- The Argonautica by Apollonios Rhodios, (traduction) (1997)
- The Greco-Persian Wars (1996) (mise à jour de The Year of Salamis)
- From Ikaria to the Stars: Classical Mythification, Ancient and Modern (2004)
- The Poems of Exile: Tristia and the Black Sea Letters (2004)
- The Poems of Catullus (2005)
- Alexander The Great and the Hellenistic Age (2007)
- The Hellenistic Age: A Short History (2007)